# Jacopo Tissi
Jacopo Tissi (né à Landriano, le 13 février 1995) est un danseur classique italien, ancien premier danseur (équivalent à « étoile » en France) du Théâtre Bolchoï de Moscou.

## Biographie
Jacopo Tissi étudie la danse à partir de l'âge de dix ans à l'Accademia del Teatro alla Scala de Milan, dont il est diplômé en 2014. L'année précédente, il a participé avec d'autres jeunes danseurs aux représentations en l'honneur du centenaire de l'Académie de chorégraphie de Moscou qui se sont tenues au palais des Congrès du Kremlin. Après son diplôme, il est aussitôt engagé dans le corps de ballet du Wiener Staatsballett sous la direction de Manuel Legris, puis retourne au Teatro alla Scala pour la saison 2015/2016. Il danse à Milan des rôles tels que le prince Désiré de La Belle au bois dormant, le prince Azur de Cendrillon, Espada de Don Quichotte dans la version de Rudolf Noureev et Des Grieux de L'Histoire de Manon de Kenneth MacMillan. Il fait également ses débuts pendant cette période sur le petit écran, dansant dans un épisode de la XIe édition de Danse avec les stars (en Italie: Ballando con le stelle).
En 2017, il rejoint le ballet du Bolchoï pour jouer le rôle principal du Spectre de la rose. Ensuite en qualité de soliste, il joue des rôles de premier plan du répertoire classique, comme par exemple Siefgfried dans Le Lac des cygnes, Paris et Roméo dans Roméo et Juliette, le prince dans Casse-Noisette, Solor dans La Bayadère, Jean de Brienne dans Raymonda ou encore Albrecht dans Giselle. Tissi est le premier danseur italien contemporain à danser au sein du Bolchoï. Enrico Cecchetti était à Saint-Pétersbourg.
En décembre 2018, il est danseur invité au ballet du Mariinsky dans le rôle de Solor de La Bayadère et il danse brièvement ce rôle ensuite à La Scala,. En mai, il fait ses débuts à la Royal Opera House, dansant le rôle de Roméo dans Roméo et Juliette dans une chorégraphie de Kenneth MacMillan avec Marianela Núñez comme partenaire. De retour en Russie, il élargit son répertoire en 2021 avec le rôle d'Erik Bruhn dans le ballet d'Ilia Demoutsky Noureev et d'Élisabeth Ire dans Orlando, d'après le roman homonyme de Virginia Woolf. Après une représentation de Casse-Noisette le 31 décembre 2021, le directeur artistique du ballet du Bolchoï, Makhar Vaziev, annonce que Jacopo Tissi est élevé au rang de premier danseur (équivalent à « étoile » en France). En mars 2022, il quitte le Bolchoï à cause du début de la guerre en Ukraine.
En mars 2022, le Teatro alla Scala annonce que Tissi va danser à Milan pendant la saison 2022/2023 en qualité de premier danseur invité. En juillet 2022, il commence à danser à La Scale avec le rôle d'Albrecht de Giselle;  il  danse de nouveau ce rôle à l'Opéra de Rome à côté de Natalia Ossipova dans le rôle de Giselle,, dans une version de Carla Fracci.

## Distinctions
- 2015: distingué comme « étoile montante » par la revue Danza&Danza[11]
- 2017: prix du Meilleur danseur italien décerné par Danza&Danza[11]
- 2018: la ville de Milan lui confère l'Ambrogino d'oro[12]